# 御夫座IQ
御夫座IQ，又名BD+33 1008，HD 34452、SAO 57884、HR 1732，是御夫座的一颗恒星，视星等为5.41，位于銀經172.86，銀緯-2.13，其B1900.0坐标为赤經5h 12m 25.1s，赤緯+33° -2.13′ 32″。